# Цукровий пиріг
Цукровий пиріг (фр. tarte au sucre) — солодкий пиріг північно-французької та бельгійської кухні. Також популярний у Канаді, США та Європі.
Готують різноманітні види цукрового пирога. На півночі Франції та Бельгії це пиріг, який зазвичай готується з дріжджового тіста. У Квебеку це пиріг із пісочного тіста з начинкою з вершкового масла або із свіжих вершків та цукру. Деякі з цукрових пирогів мають дріжджове тісто, покрите буряковим або коричневим цукром і залиті вершками; інші мають скоринку, що містить однорідну цукрову суміш, схожу на карамель після випікання. Франко-канадська версія десерту іноді використовує кленовий сироп. Пиріг подають як солодке частування наприкінці різдвяних свят.
Десерт чимось схожий на американський прозорий пиріг (англ. transparent pie, назва на Середньому Заході та півдні США пеканового пирога, приготовленого без горіхів пекан), або на англійські та канадські масляні пироги, а також англійський пиріг з патокою.
Цукровий пиріг відносять до американських пирігов відчаю.